# Agastrofo
Nella mitologia greca,  Agastrofo   era il nome di uno dei figli di Peone.

## Il mito
Durante la guerra di Troia, intercorsa fra l'intera Grecia e il regno di Troia, Agastrofo partecipò come guerriero aiutando il re di Troia, Priamo, e la sua gente. Durante una delle tante battaglie Diomede, guerriero Acheo, abilissimo con la lancia, riuscì a colpirlo con la sua asta all'altezza delle anche, al che subito Ettore cercò di vendicarlo.
Dopo la sua morte, il figlio di Tideo cercò di rubargli l'armatura, infastidito da Paride che lo colpì al piede con una delle sue frecce.

### Fonti
- Omero, Iliade XI, versi 338-373

### Traduzione delle fonti
- Omero, Iliade, quinta edizione, Bergamo, BUR, 2005, ISBN 88-17-17273-1. Traduzione di Giovanni Cerri